# TUBG2
TUBG2‏ (Tubulin gamma 2) هوَ بروتين يُشَفر بواسطة جين TUBG2 في الإنسان.